# No. 64 Squadron RAF
Le No. 64 Squadron RAF est un escadron de la Royal Air Force créé le 1er août 1916 et dissous le 31 janvier 1991 à RAF Leuchars.
Formé dans le Norfolk, l'escadron est d'abord équipé de toute une variété d'appareils d'entraînement, dont des Farman HF.20, Royal Aircraft Factory F.E.2b, Avro 504 et Sopwith Pup. Rééquipé d'Airco DH.5 en 1917, le No. 64 Squadron passe en France en octobre. Il participe notamment au soutien aérien de la bataille de Cambrai.
Converti aux SE5a en mars 1918, le 64e escadron mène des opérations de chasse et d'attaque au sol pour le restant de la guerre, avant de rentrer en Angleterre en février 1919 pour y être démobilisé. Au cours de la Première Guerre mondiale, les pilotes de l'escadron ont remporté 130 victoires aériennes et onze d'entre eux sont devenus des as : James Anderson Slater (en), Edmund Tempest (en), Philip Scott Burge (en), Thomas Rose (en), Charles Cudemore (en), William H. Farrow (en), Dudley Lloyd-Evans (en), Edward Dawson Atkinson (en), et Ronald McClintock (en).
Réactivé en Égypte en 1936, l'escadron participe à la Seconde Guerre mondiale après avoir été rééquipé de Supermarine Spitfire en avril 1940. Il prend notamment part à la bataille d'Angleterre puis à des missions au-dessus de l'Europe continentale, particulièrement lors du débarquement de Normandie et de l'opération Market Garden.
Après la guerre, le No. 64 Squadron reste actif officiellement jusqu'en 1967, année de sa dissolution. Le numéro de l'escadron est alors affecté au No. 228 Operational Conversion Unit RAF (en), une unité de formation au pilotage des McDonnell Douglas F-4 Phantom II. Avec le système d'escadrons fantômes (en) de la Royal Air Force pendant la guerre froide, le 228e escadron bénéficie d'une double numérotation : en tant de paix il est un escadron dédié uniquement à l'entraînement, mais en cas de guerre ouverte avec le bloc de l'Est, il est prévu qu'il reprenne le numéro et les emblèmes du No. 64 Squadron pour devenir une unité combattante. Avec la fin de la guerre froide, le 228e escadron est dissous et le système des escadrons fantômes abandonné, actant la fin définitive du No. 64 Squadron RAF le 31 janvier 1991.